# Emerson Jarude
Emerson Oliveira Jarude Thomaz (Rio Branco), 34 anos, é um político brasileiro, filiado ao Partido Novo (NOVO). Formado no curso de direito pela Universidade Federal do Acre (UFAC) e aprovado no exame da Ordem dos Advogados do Brasil (OAB). Filho do seu Antônio, que é professor no Instituto Federal do Acre (IFAC), e da dona Clemilda, que é pedagoga da rede pública de ensino. Filho de pais professores, é o que chamamos de fruto de Educação. Viu desde pequeno todo o esforço dos pais para bancar as melhores condições de ensino para ele e seu irmão Eric. Empréstimo, adiantamentos de décimo terceiro, aperto na feira do mês, tudo para que os dois filhos tivessem a oportunidade de aprender, se dedicar e buscar seu lugar no mundo. Após dois mandatos como vereador da capital, Jarude foi eleito o deputado estadual mais votado de Rio Branco e o terceiro do estado com 8.540 votos.
Jarude foi eleito a primeira vez em 2016 como o nono vereador mais votado de Rio Branco obtendo 2.734 votos, defendendo o combate à corrupção, a melhor utilização do dinheiro público, a extinção de privilégios para classe política e a diminuição da máquina pública.
Em seu primeiro dia de trabalho como vereador, manteve a postura apresentada na campanha e assinou a CPI do Transporte Público, sendo ameaçado de cassação por seu partido na época (PSL) que fazia parte da base de apoio ao prefeito Marcus Alexandre (PT). Jarude se recusou a retirar a assinatura e o Movimento Livres interviu garantiu a segurança necessária para que Jarude permanecesse no cargo e a partir daí, deixou o PSL e passou a atuar como vereador sem partido durante seus primeiros anos de mandato.
Como resultado de seu trabalho inicial, Jarude chegou a apresentar dez mil indicações mostrando ao prefeito pontos da cidade que necessitavam de atenção urgente, entre eles, ruas esburacadas, esgotos a céu aberto, canos estourados, ruas sem iluminação, lixo jogado em terreno baldio e muito mais. De todas essas indicações, nem 1% chegou a ser atendido pela prefeitura de Rio Branco, que preferia ignorar os requerimentos de Jarude por tratá-lo como oposição às gestões esquerdistas.
Também foi de sua autoria o projeto chamado de Revogaço, criado com o intuito de catalogar todas as leis criadas em décadas de legislatura e eliminar as que seriam consideradas inúteis ou ineficientes à vida do cidadão rio-branquense.
Uma denúncia apurada pelo seu mandato foi responsável pela deflagração de uma operação da Polícia Civil, intitulada Operação Assepsia. O alvo era a Prefeitura de Rio Branco e a investigação resultou na comprovação da compra superfaturada de álcool em gel durante a pandemia. A prefeita no cargo tentou inclusive desmoralizar a denúncia feita por Jarude, mas viu parte do seu secretariado ser afastado e logo após, condenado pelos crimes apontados pelo vereador e comprovados pela Polícia Civil. Também foi fruto de outra denúncia apurada pelo mandato de Jarude a deflagração da Operação Candieiro, que investigou o esquema de compra e aquisição de itens de iluminação para a cidade de Rio Branco, popularmente conhecido como a Máfia do LED.
Em 2020, Jarude precisou procurar um novo partido para disputar a reeleição. O escolhido foi o MDB (Movimento Democrático Brasileiro). O pleito ocorreu justamente no período em que o Brasil ainda buscava uma saída da pandemia. Com as campanhas de rua limitadas e mais uma vez optando por não utilizar o dinheiro do Fundo Eleitoral, Jarude apostou na força de suas redes sociais e no alto índice de engajamento do seu público, que devido ao período de pós-isolamento se encontrava em boa parte do tempo na internet.
Com uma comunicação mais dinâmica, educativa e de comprovação de resultados da sua atuação no primeiro mandato, retratou seu trabalho em bandeiras muitas vezes esquecidas pelo poder público como, por exemplo, a causa animal, os direitos das famílias autistas e o investimento na Educação Básica, sendo reeleito como quarto vereador mais votado de Rio Branco com 2.765 votos.
Jarude votou contra a reforma administrativa que multiplicou o número de cargos comissionados, aumentando os gastos do município em mais de R$ 100 milhões ao ano. Emerson também votou contra e abriu mão do aumento da verba de gabinete, aumento no número de assessores e se posicionou de maneira firme contra o aumento salarial tanto do prefeito, quanto dos atuais vereadores por entender que Rio Branco tem necessidades muito mais urgentes e pode usar melhor esse dinheiro.
Mantendo o perfil fiscalizador, Jarude ampliou o trabalho da Caravana da Fiscalização, iniciativa já realizada desde seu primeiro mandato que visa verificar de perto a situação dos bairros de Rio Branco. Foi contrário às inúmeras viagens do prefeito Tião Bocalom ao exterior e denunciou por várias vezes o excesso de gastos em projetos que pouco ou nada ajudavam a vida dos moradores da capital.
Com a chegada das tão esperadas vacinas em combate à COVID-19, Jarude entrou na Justiça para que a vacinação fosse iniciada de maneira mais rápida, já que devido à falta de preparo e organização da prefeitura, os imunizantes tiveram sua entrega retardada e passaram pelo que a gente chama de estocagem, ficando parados em geladeiras ao invés de irem parar nos braços dos acreanos.
Denunciou mais uma vez o monopólio criado no transporte coletivo pelos amigos do novo prefeito e foi totalmente contrário aos repasses milionários feitos pela prefeitura à empresa Ricco Transportes.
Em 2022, após seis anos na Câmara Municipal, Jarude resolve encarar o desafio de disputar uma cadeira na Assembleia Legislativa do Acre para vaga de deputado de estadual e foi eleito o terceiro deputado estadual mais votado do Acre e o primeiro da capital com 8.540 votos, sendo oito mil desses só em Rio Branco. 

Em 2024, Jarude se lança como candidato a prefeito de Rio Branco (AC) pelo Partido Novo e traz um plano de governo partcipativo, que foi construído com a participação da população. Confira algumas das propostas para as principais áreas:
Infraestrutura: Acabar com a EMURB já que essa não tem apresentado resultados satisfatórios, deixando boa parte da cidade afundada em buracos. A proposta é ampliar a parceria com empresas especializadas em pavimentação e aumentar o rigor dos contratos formalizados entre a prefeitura e a iniciativa privada. Em poucas palavras, é garantir o pagamento rápido para o serviço prestado de forma eficaz e garantir a qualidade do serviço prestado por meio de um seguro de qualidade, onde a empresa precisa garantir que aquela obra não apresente problemas estruturais por pelo menos 5 anos, e caso se negue a refazer o serviço, seja alvo de multa.
Abastecimento: Concessão dos serviços a uma empresa que tenha potencial financeiro para garantir as mudanças estruturais necessárias para diminuir a falta de água em Rio Branco. Com isso, o dinheiro gasto para manutenção do SAERB seria utilizado para criação de uma tarifa social onde os cidadãos que não têm condições de pagar pelo serviço sejam contemplados pelo município e também tenham a garantia de água na torneira todos os dias.
Saúde: Digitalização total do sistema de saúde municipal, acabando de uma vez por todas com as filas na madrugada em busca de senhas de atendimento. A prefeitura não pode decidir quando as pessoas adoecem, então todos que tiverem capacidade de agendarem seus atendimentos de maneira simples pelo celular, já terão sua consulta garantida, e aqueles que não conseguirem realizar o registro de maneira digital, aí sim podem se direcionar até o posto sem a preocupação de não serem atendidos no mesmo dia. Aumentar o número de contratações, ampliar a equipe médica e valorizar os servidores da saúde, garantindo a eles horários específicos para que também possam realizar check-ups de rotina. Criação de uma farmácia popular 24horas no Terminal Urbano, contratação de equipe médica de reforço às unidades conforme a demanda e garantia do transporte sazonal até unidades mais específicas como Pronto Socorro e UPAs em caso de necessidade.
Educação: Valorização do quadro de servidores da Educação, modernização dos meios de ensino, reconstrução das escolas municipais que ainda possuem estruturas de madeira e incentivo às práticas intelectuais e ao desenvolvimento individual dos nossos estudantes.
Ramais: Mapear junto ao SENAR os principais ramais de produção da zona rural de Rio Branco e garantir a escoação, o beneficiamento e incentivar o potencial de comercialização e exportação dos produtos locais.
Segurança: Criação da Guarda Municipal de Rio Branco, garantindo maior segurança patrimonial dos espaços públicos e também, inibindo atividades criminosas por meio da presença da guarda.
Gestão: Ampliar o número de concursos públicos e diminuir a contratação de cargos comissionados e cabides de empregos gerados por meio de acordos políticos. Valorizar o maior patrimônio do município que são seus servidores. Indicações indispensavelmente técnicas para os cargos de secretariado e qualificação da mão de obra do município.
Economia: Estudo sobre a possibilidade de isenção dos impostos municipais tendo como moeda de troca a parceria entre município e iniciativa privada em atividades e projetos que visem qualificar a vida do cidadão.
Causa Animal: Construção do primeiro Hospital Veterinário Municipal de Rio Branco, ampliação dos investimentos e reestruturação do Centro de Zoonoses, ampliação das atividades do Projeto Cuidar e criação de parceria público-privada com as clínicas veterinárias de Rio Branco.

## Histórico eleitoral
| Ano  | Eleição                 | Cargo             | Partido | Partido | Coligação                    | Titular/Vice                | Votos para Jarude | Votos para Jarude | Votos para Jarude | Votos para Jarude | Resultado  | Ref   |
| Ano  | Eleição                 | Cargo             | Partido | Partido | Coligação                    | Titular/Vice                | T.                | Total             | %                 | P.                | Resultado  | Ref   |
| ---- | ----------------------- | ----------------- | ------- | ------- | ---------------------------- | --------------------------- | ----------------- | ----------------- | ----------------- | ----------------- | ---------- | ----- |
| 2016 | Municipal de Rio Branco | Vereador          |         | PSL     | Coligação PMB PSL (PMB, PSL) | —                           | 1°                | 2.743             | 1,43%             |                   | Eleito     | [ 3 ] |
| 2020 | Municipal do Rio Branco | Vereador          |         | MDB     | —                            | —                           | 1°                | 2.765             | 1,55%             |                   | Eleito     | [ 4 ] |
| 2022 | Estaduais do Acre       | Deputado estadual | —       | MDB     | —                            | 1º                          | 8.540             | 1,95%             |                   | Eleito            | [ 5 ]      |       |
| 2024 | Municipal do Rio Branco | Prefeito          |         | NOVO    | —                            | Vice: Capitão Isaías (NOVO) | 1°                | 14.186            | 7,16%             | 3°                | Não eleito | [ 6 ] |